# Giovanni Aleotti

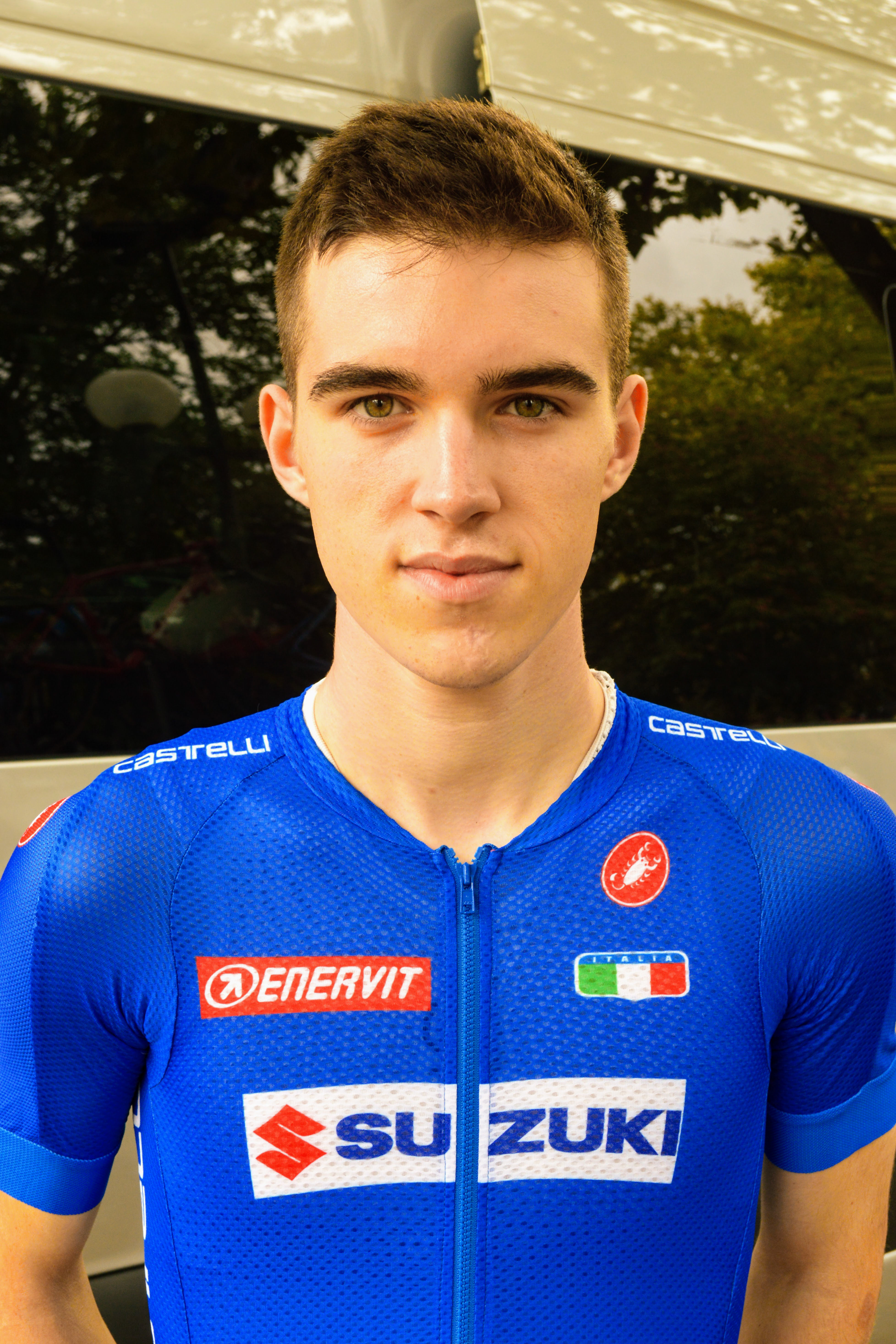
Giovanni ALEOTTI - Agosto de 2019

Giovanni Aleotti, nascido em 25 de maio de 1999 em Mirandola, é um ciclista italiano, membro da equipa Friuli.

## Palmarés
- 2017
  - 3.º do Troféu Guido Dorigo
- 2018
  - Vicence-Bionde
  - 2.º do Grande Prêmio Ezio del Rosso
- 2019
  - Troféu Edil C
  - Diexer Bergrennen
  - Coppa Città di San Daniele
  - 2.º do Giro del Belvedere
  - 2.º da Carpathian Couriers Race
  - 2.º do campeonato da Itália da contrarrelógio esperanças
  - 2.º do Grande Prêmio de Poggiana
  - 2.º da Volta de l'Avenir
  - 2.º do Grande Prêmio Ezio del Rosso
  - 3.º do Troféu Piva
  - 3.º do Grande Prêmio Palio del Recioto

## Classificações mundiais
| Ano             | 2018   |
| UCI Europe Tour | 1 631. |

## Distinções
- Oscar TuttoBici das esperanças : 2019